# Joseph-Édouard Barès
Pour les articles homonymes, voir Barès.
Joseph-Édouard Barès, né le 27 novembre 1872 à Azul en Argentine et mort le 27 août 1954 à Aspet (Haute-Garonne), est un général français, grand-croix de la Légion d'honneur et médaillé militaire, pionnier de l'aviation militaire, vétéran de la Première Guerre mondiale et Chef d'état-major de l'Armée de l'air à plusieurs reprises.

## Biographie

### Belle Époque
Barès entre à l'École spéciale militaire de Saint-Cyr en 1892, pour en sortir officier dans l'Infanterie de marine. Il débute alors sa carrière à Madagascar. Il entre à l'École supérieure de guerre en 1900. Il s'intéresse également à l'aviation. En 1911, il obtiendra son brevet de pilote et sera détaché à l'aviation la même année. En 1912, il rejoint le 25e bataillon de sapeurs-aéropostiers. En 1912, il se porte volontaire, à titre d'observateur aux côtés des Serbes, lors de la Première guerre balkanique.

### Première Guerre mondiale
Le 25 septembre 1914, le Général Joseph Joffre nomme Barès, Directeur du service aéronautique au Grand Quartier général. Durant la Première Guerre mondiale, il est convaincu que l'aviation est un outil de combat offensif et se chargera d'organiser les forces aériennes. Pionnier du bombardement aérien, il prône l'attaque des industries allemandes tout en évitant celle contre les villes et les cibles civiles. Le 10 novembre 1914, il organise les escadrilles autour de 4 missions : reconnaissance, réglage de tir au profit de l'artillerie, bombardement et chasse. En parallèle, il se penche également sur la formation du personnel et les écoles d'aviation. Le 21 mars 1916, il devient le commandant de l'aéronautique aux armées, ce qui lui donne la responsabilité sur toutes les unités aéronautiques non affectées aux armées ou aux groupes d'armées. Cette concentration du commandement sera un élément déterminant lors de la bataille aérienne de Verdun. Mais après une entrevue avec le Général Robert Nivelle, alors commandant en chef des armées françaises, Barès est remplacé par le commandant Paul du Peuty, le 15 février 1917. Il sera nommé ensuite commandant de l'aéronautique des armées du Nord et du Nord-Est.

### Entre-deux-guerres
Après la guerre, il deviendra tout d'abord inspecteur général des forces aériennes en 1927, puis chef d'état major des forces aériennes du 4 janvier 1931 au 26 août 1931, poste qu'il occupera de nouveau du 16 janvier 1933 au 1er avril 1933. Il est alors remplacé par le Général Victor Denain. En 1934, Victor Denain devient Ministre de l'air. Barès redeviendra chef d'état-major général de l'armée de l'air (le titre a changé à la suite de la création de l'armée de l'air la même année) du 15 février 1934 au 2 septembre 1934.

## Décorations
- Médaille militaire (15 décembre 1936)
- Grand-croix de la Légion d'honneur (4 janvier 1934)
  -  Chevalier de la Légion d'honneur (1911)